# CyanogenMod
CyanogenMod was een opensource-besturingssysteem voor smartphones en tablets, gebaseerd op Android. Het is alleen licht aangepast volgens de gebruiksgemakken die Android volgens de ontwikkelaars van CyanogenMod mist. Op een aantal uitzonderingen na, wordt Cyanogenmod niet standaard meegeleverd met een toestel, maar kan het worden geïnstalleerd als vervanging van de door de fabrikant meegeleverde versie van Android. Ontwikkeling van CyanogenMod werd stopgezet op 25 december 2016 nadat Cyanogen, Inc had aangegeven dat ze zou stoppen met de ontwikkeling. Dit had ook als gevolg dat de infrastructuur offline werd gehaald.

## Android
De broncode van Android is openbaar en mag door iedereen gebruikt en aangepast worden. Fabrikanten gebruiken de broncode van Android als basis en passen deze aan met toevoegingen die de fabrikant belangrijk vindt. Om het systeem toch te kunnen aanpassen dient een gebruiker roottoegang te verkrijgen.  
Een "custom ROM" is een op Android gebaseerd besturingssysteem, dat de standaardbesturingssysteem van een fabrikant zoals bijvoorbeeld Samsung of HTC volledig vervangt. Meestal hebben deze custom ROMs als basis een kale Android versie, in combinatie met toestel-specifieke drivers en aanpassingen om prestaties en gebruikersgemak te verbeteren. Geschat wordt dat CyanogenMod op meer dan 50 miljoen toestellen staat geïnstalleerd.

## CyanogenMod als besturingssysteem
CyanogenMod is opgezet door ontwikkelaar Steve Kondik, die op diverse ontwikkelplatforms actief is onder de naam Cyanogen. Zijn eerste Custom ROM werd dan ook CyanogenMod genoemd. Inmiddels bestaat er een hele community van ontwikkelaars die voor specifieke toestellen deze Androidversies ontwikkelden. Deze ontwikkelaars deden dit op vrijwillige basis. 
Het besturingssysteem stond erom bekend een vrij kale, snelle en stabiele versie van Android te zijn, met een aantal extra mogelijkheden, zoals het door de gebruiker aanpassen van het notificatiescherm, permissies per app instellen, via de bovenhoeken van het scherm de lichtsterkte regelen, extra tethering opties, CPU overclocken en vele andere extra opties voor ontwikkelaars. CyanogenMod bevatte naar eigen zeggen geen bloatware. Het is aan de gebruiker om zelf apps te installeren als deze extra functionaliteiten wil. 
CyanogenMod bevatte standaard geen Google Apps, vanwege een juridisch conflict tussen CyanogenMod en Google. Het was mogelijk deze apart te installeren door een .zip-bestand te installeren via een custom recovery.

## Releases
Zoals eerder vermeld, brengt CyanogenMod voor vele honderden toestellen specifieke releases uit van CM die allemaal ontwikkeld en getest moeten worden. Omdat het ontwikkelen en testen een complex proces is waarbij veel vrijwilligers nodig zijn, heeft CyanogenMod de hulp van gebruikers nodig om CM te optimaliseren. Daarom brengt CyanogenMod ook testversies uit waar gebruikers op kunnen reageren. CyanogenMod heeft gekozen om de software te onderscheiden in verschillende stadia:
- Stable (stabiel): Dit is de meest stabiele versie van het besturingssysteem. Dit is uitvoerig getest, bevat geen bekende fouten en is geschikt voor dagelijks gebruik. Deze versie is 'af' en wordt niet meer bijgewerkt. Sinds CM 10 worden deze versies niet meer uitgegeven, omdat er altijd nieuwe ontdekkingen worden gedaan die bijwerking vereisen.
- Release Candidate (RC): Dit is de versie van het besturingssysteem waarvan de ontwikkelaars denken dat deze 'stable' is. Waarschijnlijk is deze dus foutloos, maar nog niet voldoende getest om alle fouten uit te sluiten.
- Snapshots (M Releases): Dit zijn de testversies waarvoor het ontwikkelteam graag feedback ontvangt van gebruikers. Deze versie is stabiel genoeg voor dagelijks gebruik, maar er kunnen zich nog wel wat fouten voordoen waarvoor nog geen oplossing gevonden is.
- Nightly Build: wanneer ontwikkelaars op een dag de broncode aanpassen, wordt er automatisch overnacht gepoogd een nieuwe versie van CM te compileren. Wanneer dit lukt, ontstaat er een 'nightly build'. Deze zijn vers en nog door niemand getest. Omdat ze automatisch worden gegenereerd, verlangt het ontwikkelteam hier in principe geen feedback op. Toch worden ze beschikbaar gesteld door ontwikkelaars, omdat er vanuit gebruikers veel vraag is naar de meest recente versie van CM. En zeker wanneer een CM versie al een tijdje is doorontwikkeld, kunnen ze stabiel genoeg zijn voor dagelijks gebruik.

## Versies
CyanogenMod kent verschillende versies, elk met hun eigen Androidversie waarop het gebaseerd is.
| Versie | Beschrijving |
| ------ | --- |
| 7.0    | Gebaseerd op Android 2.3 Gingerbread. |
| 8.0    | Gebaseerd op Android 3.x Honeycomb en hierbij specifiek voor tablets ontwikkeld. |
| 9.0    | Gebaseerd op Android 4.0.x Ice Cream Sandwich met ondersteuning voor zowel tablets als telefoons. |
| 10.0   | Gebaseerd op Android 4.1 Jelly Bean |
| 10.1   | Gebaseerd op Android 4.2 Jelly Bean. Ten opzichte van 10.0 zijn er enkel wat snelheidsverbeteringen. |
| 10.2   | Gebaseerd op Android 4.3 Jelly Bean. Hier zijn ook enkel wat snelheidsverbeteringen ten opzichte van zijn directe voorganger, CyanogenMod 10.1.                                                                                          |
| 11.0   | Gebaseerd op Android 4.4 KitKat. |
| 12.0   | Gebaseerd op Android 5.0 Lollipop. Ten opzichte van 4.4 Kitkat zijn er veel veranderingen aangebracht, inclusief betere beveiliging door SElinux naar enforced als standaard te zetten en over te stappen naar Art in plaats van Dalvik. |
| 12.1   | Gebaseerd op Android 5.1 Lollipop. |
| 13.0   | Gebaseerd op Android 6.0 Marshmallow. |
| 14.0   | Gebaseerd op Android 7.0 Nougat. |
| 14.1   | Gebaseerd op Android 7.1 Nougat. |